# Кејмбриџ Сити (Индијана)
Кејмбриџ Сити (енгл. Cambridge City) град је у америчкој савезној држави Индијана.

## Демографија
По попису из 2010. године број становника је 1.870, што је 251 (-11,8%) становника мање него 2000. године.
| Група             | 2000.         | 2010.         |
| Белци             | 2.095 (98,8%) | 1.830 (97,9%) |
| Афроамериканци    | 7 (0,3%)      | 4 (0,2%)      |
| Азијати           | 2 (0,1%)      | 5 (0,3%)      |
| Хиспаноамериканци | 22 (1,0%)     | 17 (0,9%)     |
| Укупно            | 2.121         | 1.870         |